# Budoni
Budoni – miejscowość i gmina we Włoszech, w regionie Sardynia, w prowincji Sassari. Graniczy z Posada, San Teodoro i Torpè.
Według danych na rok 2019 gminę zamieszkiwało 5191 osób, 96 os./km².